# Margaret Tyzack
Margaret Maud Tyzack CBE (Essex, 9 de setembro de 1931 - Blackheath, 25 de junho de 2011) foi uma atriz inglesa. Ela ganhou vários prêmios por seu trabalho no teatro, incluindo dois Laurence Oliviers e um Tony. Por seu papel no seriado The First Churchills da BBC, Margaret  ganhou o BAFTA TV Award de Melhor Atriz em 1970.
Ela também apareceu em vários filmes, incluindo 2001: A Space Odyssey de Stanley Kubrick, Laranja Mecânica e Ponto Final - Match Point de Woody Allen.

## Filmografia
| Ano  | Título                             | Papel                       | Nota(s)        |
| ---- | ---------------------------------- | --------------------------- | -------------- |
| 1958 | Behind the Mask                    | Night Sister                |                |
| 1958 | Passport to Shame                  | June, a secretária de Heath |                |
| 1960 | Let's Get Married                  | Staff Nurse                 |                |
| 1961 | Highway to Battle                  | Hilda                       |                |
| 1964 | Ring of Spies                      | Elizabeth Gee               |                |
| 1967 | The Whisperers                     | Assistente Social           |                |
| 1968 | 2001: A Space Odyssey              | Elena                       |                |
| 1969 | A Touch of Love                    | Irmã Bennett                |                |
| 1971 | A Clockwork Orange                 | Conspiradora Rubinstein     |                |
| 1978 | The Legacy                         | Enfermeira Adams            |                |
| 1979 | The Quatermass Conclusion          | Annie Morgan                |                |
| 1983 | The Wars                           | Lady Emmeline               |                |
| 1985 | Mr. Love                           | Pink Lady                   |                |
| 1987 | Miss Marple: Nemesis               | Clothilde Bradbury-Scott    | Telefilme      |
| 1987 | Prick Up Your Ears                 | Madame Lambert              |                |
| 1990 | The King's Whore                   | A condessa viúva            |                |
| 1997 | Mrs Dalloway                       | Lady Bruton                 |                |
| 2000 | Midsomer Murders: Garden of Death" | Naomi Inkpen                |                |
| 2002 | Until Death                        | Dorothy Sutton              |                |
| 2003 | Bright Young Things                | Lady Throbbing              |                |
| 2005 | Match Point                        | Mrs. Betty Eastby           |                |
| 2005 | The Thief Lord                     | Head Nun                    | sem crédito    |
| 2006 | Scoop                              | Co-passageira de Sid        |                |
| 2009 | National Theatre Live: Phèdre      | Oenone                      |                |
| 2011 | Mother's Milk                      | Eleanor Melrose             | Curta-metragem |